# (15760) Albion
(15760) Albion (1992 QB1) – obiekt transneptunowy, protoplasta grupy cubewano.

## Odkrycie i nazwa
Planetoida została odkryta przez Davida C. Jewitta oraz Jane Luu 30 sierpnia 1992 roku. Otrzymała prowizoryczne oznaczenie 1992 QB1, a po dokładniejszym obliczeniu orbity nadano jej oficjalny numer 15760.
Od skrótu „QB1” (angielska wymowa: "ku-bi-uan") utworzono nazwę „cubewano”, która stała się obowiązującym określeniem dla obiektów transneptunowych, krążących po orbitach podobnych do 1992 QB1, o małej ekscentryczności i niepozostających w rezonansie orbitalnym z Neptunem.
31 stycznia 2018 planetoida otrzymała nazwę Albion, pochodzącą z mitologii stworzonej przez Williama Blake’a (1757–1827). W mitologii tej Albion był pradawnym człowiekiem, który podzielił się na czterech Zoa (o imionach Urthona, Urizen, Luvah i Tharmas), każde z nich reprezentowało ważne aspekty ludzkiego charakteru.

## Orbita i obserwacje
Orbita (15760) Albion nachylona jest do płaszczyzny ekliptyki pod kątem 2,18°, a jej mimośród wynosi ok. 0,072. Na jeden obieg wokół Słońca ciało to potrzebuje ok. 292 lat, obiegając je w średniej odległości ok. 44 au.
Planetoida przeszła przez peryhelium swej orbity około początku 1993 roku. W 2021 roku znajdowała się ok. 41,5 au od Słońca, oddalając się od niego, co będzie mieć miejsce aż do osiągnięcia aphelium w 2139 roku.
W sumie do 2019 roku w czasie ponad 26 lat obserwacji wykonano ponad 90 pomiarów jej pozycji.

## Właściwości fizyczne
Jest to ciało o jasności absolutnej ok. 7,3m, co pozwala szacować jego wielkość na ok. 154 km, jednak to oszacowanie może być obarczone znacznym błędem.